# Hybos jianfengensis
Hybos jianfengensis är en tvåvingeart som beskrevs av Yang, Yang och Hu 2002. Hybos jianfengensis ingår i släktet Hybos och familjen puckeldansflugor. Inga underarter finns listade i Catalogue of Life.